# Iryo
Iryo (estilizado comercialmente como iryo) es la marca de los servicios de alta velocidad ferroviaria en España de la operadora ILSA.Entró en el mercado ferroviario español en noviembre de 2022 y está presente en los principales corredores nacionales.El servicio se realiza mediante trenes de alta velocidad ETR 1000.

## Historia
A finales de los 2010 Adif-Alta Velocidad comenzó el proceso de liberalización ferroviaria en la red alta velocidad ferroviaria en España, hasta ese momento únicamente operada por Renfe Operadora. La empresa privada ILSA, formada en ese momento por Trenitalia (45%), Operador Ferroviario de Levante S.L, Air Nostrum (31%), y Globalvia (24%) participó en el proceso con la intención de operar servicios de alta velocidad en España a través de la marca Iryo.Las líneas se adjudicaron en noviembre de 2019, e Ilsa consiguió el paquete B, que contemplaba un servicio por hora por sentido en los corredores Madrid-Barcelona, Madrid-Levante y Madrid-Andalucía.
Iryo comenzó a ofrecer rutas de alta velocidad uniendo Madrid con Zaragoza y Barcelona, con 32 conexiones diarias; Levante (Alicante, Valencia y Murcia) y Andalucía (Córdoba, Sevilla y Málaga).El viaje inaugural del servicio se realizó el 21 de noviembre de 2022 entre la estación de Madrid-Chamartín y la estación de Valencia-Joaquín Sorolla.
En 2023 la Comisión Nacional de los Mercados y la Competencia aprobó la Resolución (STP/DTSP/015/22) que permitía a Iryo seguir operando en cuatro trayectos sujetos a obligación de servicio público:  Madrid-Cuenca, Madrid-Albacete, Albacete-Cuenca y Barcelona-Campo de Tarragona.Estos trayectos estaban siendo realizados por Renfe Viajeros a través de su servicio Avant y Renfe consideró que la presencia de Iryo perjudicaría sus ingresos acordados en el contrato de la obligación.
En diciembre de 2023 ILSA comenzó a operar la primera línea transversal de Iryo: Barcelona-Sevilla, con parada en Madrid. En diciembre de 2024 comenzará a operar otra línea similar, esta vez con salida desde Málaga.

## Servicios comerciales
| Origen                                       | Paradas                                                                                            | Destino                    | Frecuencias                             | Mejor duración (entre origen y destino) | Duración total (todas las paradas) | Observaciones                                                                                         |
| Corredor Nordeste                            | Corredor Nordeste                                                                                  | Corredor Nordeste          | Corredor Nordeste                       | Corredor Nordeste                       | Corredor Nordeste                  | Corredor Nordeste                                                                                     |
| -------------------------------------------- | -------------------------------------------------------------------------------------------------- | -------------------------- | --------------------------------------- | --------------------------------------- | ---------------------------------- | --- |

Servicios de Iryo.

| Madrid - Puerta de Atocha - Almudena Grandes | Zaragoza - Delicias · Campo de Tarragona*                                                          | Barcelona - Sans           | 11 trenes diarios por sentido           | 2 horas y 37 minutos                    | 2 horas y 59 minutos               | 5 servicios directos al día *Efectuará parada en Campo de Tarragona hasta el 14 de septiembre de 2025 |
| Corredor Este                                | |                            |                                         |                                         |                                    | |
| Madrid - Chamartín - Clara Campoamor         | Cuenca - Fernando Zóbel                                                                            | Valencia - Joaquín Sorolla | 8 trenes L-V y 7 trenes S-D por sentido | 1 hora y 52 minutos                     | 1 hora y 58 minutos                | 6 servicios directos al día                                                                           |
| Madrid - Chamartín - Clara Campoamor         | Cuenca - Fernando Zóbel · Albacete - Los Llanos                                                    | Alicante                   | 2 trenes diarios por sentido            | 2 horas y 25 minutos                    | 2 horas y 25 minutos               | |
| Corredor Sur                                 | |                            |                                         |                                         |                                    | |
| Madrid - Puerta de Atocha - Almudena Grandes | Córdoba                                                                                            | Sevilla - Santa Justa      | 4 trenes L-J y 5 trenes V-D por sentido | 2 horas y 41 minutos                    | 2 horas y 41 minutos               | |
| Madrid - Puerta de Atocha - Almudena Grandes | Córdoba                                                                                            | Málaga - María Zambrano    | 5 trenes L-J y 4 trenes V-D por sentido | 2 horas y 47 minutos                    | 2 horas y 47 minutos               | |
| Transversales                                | |                            |                                         |                                         |                                    | |
| Barcelona - Sans                             | Campo de Tarragona* · Zaragoza - Delicias · Madrid - Puerta de Atocha - Almudena Grandes · Córdoba | Sevilla - Santa Justa      | 2 trenes diarios por sentido            | 5 horas y 55 minutos                    | 6 horas y 1 minuto                 | *Efectuará parada en Camp de Tarragona hasta el 14 de septiembre de 2025                              |
| Barcelona - Sans                             | Zaragoza - Delicias · Madrid - Puerta de Atocha - Almudena Grandes · Córdoba                       | Málaga - María Zambrano    | 1 tren diario por sentido               | 5 horas y 52 minutos                    | 5 horas y 52 minutos               | |

## Material rodante
El consorcio ha invertido 797 millones de euros en la adquisición de 20 trenes nuevos a la alianza Hitachi Rail y Bombardier Transportation de la serie ETR1000. Estos trenes son similares a las unidades que ya usa Trenitalia en Italia desde el 2015. La propulsión del tren, los motores, se fabrican en Trápaga (Vizcaya) y todo el tren, conocido comercialmente como Frecciarossa 1000, se ensambla en Pistoya (Italia).